# Kimiyo Matsuzaki
Kimiyo Matsuzaki (松崎 キミ代, Takase, 18 juni 1938) is een Japans voormalig tafeltennisspeelster. Ze werd zowel in 1959 als 1963 wereldkampioene enkelspel. De Japanse won in 1963 samen met Masako Seki tevens de wereldtitel in het dubbelspel voor vrouwen en werd in 1961 aan de zijde van Ichiro Ogimura wereldkampioen in het gemengd dubbelspel.
Matsuzaki werd in 1997 opgenomen in de ITTF Hall of Fame.

## Internationale loopbaan
Matsuzaki vierde in totaal zeven wereldtitels. Behalve de vier genoemde kampioenschappen in individuele disciplines, won ze met het Japanse landenteam het landentoernooi in zowel Dortmund 1959, Peking 1961 als Praag 1963. Matsuzaki maakte in '59 kans op nog twee mondiale titels. Samen met Fujie Eguchi verloor ze in de finale voor damesdubbels echter van haar landgenotes Taeko Namba en Kazuko Ito-Yamaizumi. Daarnaast vormde haar partner in het damesdubbel Eguchi samen met Ichiro Ogimura een te sterk koppel voor het duo Matsuzaki/Teruo Murakami in de eindstrijd van het gemengd dubbel-toernooi.

## Erelijst
- Wereldkampioene enkelspel 1959 en 1963
- Wereldkampioene dubbelspel 1963 (met Masako Seki)
- Wereldkampioene gemengd dubbel 1961 (met Ichiro Ogimura)
- Winnares WK landenteams 1959, 1961 en 1963
- Winnares Aziatisch kampioenschap enkelspel 1963
- Winnares Aziatisch kampioenschap dubbelspel 1960 en 1963
- Winnares Aziatisch kampioenschap gemengd dubbel 1960 (met Kazuko Ito-Yamaizumi)
- Winnares Aziatische Spelen enkelspel 1962
- Winnares Aziatische Spelen gemengd dubbel 1962 (met Ichiro Ogimura)